# 四辻実藤
四辻 実藤（よつつじ さねふじ、旧字体：四辻 實藤󠄁）は、鎌倉時代中期の公卿。太政大臣・西園寺公経の四男。官位は正二位・権大納言。藪内と号す。

## 経歴
以下、『公卿補任』と『尊卑分脈』の内容に従って記述する。
嘉禎2年（1236年）2月30日侍従に任ぜられる。同年7月20日、従五位上に陞叙。嘉禎3年（1237年）1月5日、正五位下に陞叙。同月29日、左少将に任ぜられる。嘉禎4年（1238年）1月22日、左中将に転任し相模権介を兼ねる。同年2月11日、従四位下に陞叙。4月18日、従四位上に陞叙。11月16日、正四位下に陞叙。
延応元年（1239年）1月5日、従三位に叙される。仁治元年（1240年）、正三位に陞叙か。但馬権守を兼ねるか。仁治2年（1241年）6月7日、従二位に陞叙。同年10月13日、権中納言に任ぜられる。仁治3年（1242年）8月9日、中宮権大夫を兼ねる。同年3月19日、帯剣を許される。寛元元年（1243年）8月7日、中宮権大夫を辞す。同月10日、春宮権大夫を兼ねる。同年10月25日、左衛門督を兼ねる。寛元2年（1244年）8月29日、父公経の喪に服す。同年11月25日、復任。12月8日、春宮権大夫を辞す。建長2年（1250年）4月9日、検非違使別当に補される。同年5月17日、中納言に転正。検非違使別当は元の如し。同年10月14日、正二位に陞叙。建長3年（1251年）1月22日、権大納言に転任。正元元年（1259年）11月25日、権大納言を辞す。
文永3年（1266年）、配流されるが、6月19日には召還される。永仁6年（1298年）8月22日、出家。同年10月13日、薨去。享年72。

## 系譜
- 父：西園寺公経
- 母：実材母 - 舞女
- 妻：一条実有の娘
- 妻：中原師朝の娘
- 生母不明の子女
  - 男子：四辻公重 - 参議
  - 男子：四辻実為 - 参議
  - 男子：四辻公行 - 従二位
  - 男子：公具
  - 男子：公有
  - 男子：公信
  - 男子：公秋
  - 男子：守誉
  - 男子：良円
  - 男子：有助
  - 男子：良誉
  - 男子：
  - 女子：
  - 女子：

## 脚註
1. ↑  大外記。
2. ↑  皇后宮御給。
3. ↑  春宮立坊の日の任官。
4. ↑  朝観行幸時の女院御給。
5. ↑  『外記日記』によれば、4月6日に延暦寺強訴により淡路国に流された。